# Sekundærrute 161
Sekundærrute 161 er en dansk landevej mellem Kolding i Jylland og Odense på Fyn. 161 er den sekundærrute, som passerer den gamle lillebæltsbro mellem Jylland og Fyn. Den 61 km lange landevej passerer blandt andet byer som Nørre Bjert, Taulov, Snoghøj, Middelfart, Nørre Aaby, Vissenbjerg og Blommenslyst. I Odense ender den i Ringvej 2. Vejen følger parallelt E20 fra Kolding og hele vejen til Odense, og er den gamle hovedvej fra før Fynske Motorvej i sin tid blev bygget.
- Kolding Landevej lige vest for Lillebæltsbroen
- 9-milesten på Hovedvejen nordøst for Kauslunde